# Skoki do wody na Letnich Igrzyskach Olimpijskich 1968
Wyniki zawodów w skokach do wody, które zostały rozegrane podczas Letnich Igrzysk Olimpijskich 1968 w Meksyku. Rywalizacja trwała w dniach 17–26 października. Wzięło w niej udział 81 skoczków, w tym 36 kobiet i 45 mężczyzn z 21 krajów.

## Mężczyźni
| Konkurencja    | Złoto             | Wynik  | Srebro         | Wynik  | Brąz      | Wynik  |
| Trampolina 3 m | Bernard Wrightson | 170,15 | Klaus Dibiasi  | 159,74 | Jim Henry | 158,09 |
| Wieża 10 m     | Klaus Dibiasi     | 164,18 | Álvaro Gaxiola | 154,49 | Win Young | 153,93 |

## Kobiety
| Konkurencja    | Złoto           | Wynik  | Srebro           | Wynik  | Brąz             | Wynik  |
| Trampolina 3 m | Susanne Gossick | 150,77 | Tamara Pogożewa  | 145,30 | Keala O’Sullivan | 145,23 |
| Wieża 10 m     | Milena Duchková | 109,59 | Natalja Łobanowa | 105,14 | Ann Peterson     | 101,11 |

## Klasyfikacja medalowa
| Lp. | Reprezentacja     |   |   |   | Razem |
| --- | ----------------- | - | - | - | ----- |
| 1.  | Stany Zjednoczone | 2 | 0 | 4 | 6     |
| 2.  | Włochy            | 1 | 1 | 0 | 2     |
| 3.  | Czechosłowacja    | 1 | 0 | 0 | 1     |
| 4.  | ZSRR              | 0 | 2 | 0 | 2     |
| 5.  | Meksyk            | 0 | 1 | 0 | 1     |